# Želatina
Želatína je čista in brezbarvna ali rahlo rumena snov, izdelana iz podaljšanega vrenja živalskih kož, vezivnega tkiva ali kosti. Skoraj nima okusa in vonja, uporabna pa je predvsem v živilski industriji, medicini in znanosti.

## Fizikalne lastnosti
Želatina je proteinski proizvod delne hidrolize kolagena, pridobljenega iz kože, kosti, hrustanca, veziv in podobno. Naravne molekulske vezi med dvema kolagenskima deloma se pretrgajo v obliko, ki se lažje na novo prerazporedi. Želatina se pri segrevanju tali, pri ponovnem ohlajanju pa se strdi. Skupaj z vodo tvori poltrd koloidni gel.